# Silmont
Silmont és un municipi francès situat al departament del Mosa i a la regió del Gran Est. L'any 2007 tenia 173 habitants.

## Demografia

### Població
El 2007 la població de fet de Silmont era de 173 persones. Hi havia 71 famílies, de les quals 16 eren unipersonals (16 dones vivint soles i 16 dones vivint soles), 35 parelles sense fills i 20 parelles amb fills.
La població ha evolucionat segons el següent gràfic:
Habitants censats

### Habitatges
El 2007 hi havia 78 habitatges, 75 eren l'habitatge principal de la família, 1 era una segona residència i 2 estaven desocupats. Tots els 78 habitatges eren cases. Dels 75 habitatges principals, 72 estaven ocupats pels seus propietaris, 2 estaven llogats i ocupats pels llogaters i 1 estava cedit a títol gratuït; 2 tenien dues cambres, 8 en tenien tres, 17 en tenien quatre i 48 en tenien cinc o més. 60 habitatges disposaven pel capbaix d'una plaça de pàrquing. A 28 habitatges hi havia un automòbil i a 38 n'hi havia dos o més.

### Piràmide de població
La piràmide de població per edats i sexe el 2009 era:
| Homes | Edats   | Dones |
| ----- | ------- | ----- |
| 0     | 95 o +  | 0     |
| 0     | 90 a 94 | 0     |
| 0     | 85 a 89 | 0     |
| 0     | 80 a 84 | 4     |
| 4     | 75 a 79 | 4     |
| 4     | 70 a 74 | 4     |
| 4     | 65 a 69 | 8     |
| 4     | 60 a 64 | 12    |
| 0     | 55 a 59 | 0     |
| 8     | 50 a 54 | 0     |
| 16    | 45 a 49 | 24    |
| 12    | 40 a 44 | 12    |
| 8     | 35 a 39 | 4     |
| 0     | 30 a 34 | 0     |
| 4     | 25 a 29 | 4     |
| 8     | 20 a 24 | 12    |
| 12    | 15 a 19 | 8     |
| 4     | 10 a 14 | 4     |
| 4     | 5 a 9   | 0     |
| 4     | 0 a 4   | 0     |

## Economia
El 2007 la població en edat de treballar era de 125 persones, 90 eren actives i 35 eren inactives. De les 90 persones actives 78 estaven ocupades (42 homes i 36 dones) i 12 estaven aturades (3 homes i 9 dones). De les 35 persones inactives 20 estaven jubilades, 8 estaven estudiant i 7 estaven classificades com a «altres inactius».

### Ingressos
El 2009 a Silmont hi havia 80 unitats fiscals que integraven 193 persones, la mediana anual d'ingressos fiscals per persona era de 20.254 €.

### Activitats econòmiques
Dels 3 establiments que hi havia el 2007, 1 era d'una empresa de construcció, 1 d'una empresa de comerç i reparació d'automòbils i 1 d'una empresa d'hostatgeria i restauració.
Dels 2 establiments de servei als particulars que hi havia el 2009, 1 era una lampisteria i 1 restaurant.

## Poblacions més properes
El següent diagrama mostra les poblacions més properes.